# Dodecanès
El Dodecanès (en grec Δωδεκάνησα, Dodekànisa, que significa 'dotze illes') és un arxipèlag de la mar Egea, pertanyent a Grècia, situat davant la costa sud-occidental de Turquia. Les illes que l'integren tenen una història molt rica, i moltes, fins i tot les més petites i deshabitades, presenten desenes d'esglésies romanes d'Orient i castells medievals.
Fins l'1 de gener de 2011 formava una prefectura integrada dins la perifèria de l'Egeu Meridional, amb una superfície de 2.714 km² i una població de 200.452 habitants (2005). La capital administrativa n'era la ciutat de Rodes, a l'illa homònima. Aquesta prefectura va quedar dividida en quatre unitats perifèriques segons el programa Cal·lícrates: Rodes, Kàlimnos, Kàrpathos i Cos.
El Dodecanès el formen un total de 163 illes, de les quals 26 són habitades. Les principals són dotze, que donen el nom a l'arxipèlag. La més important històricament i la més coneguda és Rodes (Ῥόδος 'Rodos'), que durant mil·lennis ha estat l'illa que ha controlat tota la regió. De les demés, Cos és la de més importància històrica. Les altres deu són Astipalea, Kàlimnos, Càrpatos, Casos, Kastellórizo, Leros, Níssiros, Patmos, Sime i Tilos. Altres illes destacables de l'arxipèlag són Agathonisi, Khalki, Lipsí, Psérimos i Télendos.
El nom Dodecanès apareix per primera vegada a les fonts romanes d'Orient al segle viii, com una comandància naval sota un drungari, que tenia jurisdicció sobre la mar Egea meridional, i finalment va formar el Tema de Samos. Tanmateix, el nom no s'aplicava al grup d'illes actual, sinó a les dotze illes Cíclades que s'agrupaven al voltant de Delos. El nom podria ser molt anterior, i els historiadors moderns suggereixen que les 12 illes esmentades per Estrabó van ser l'origen del terme. La paraula es va usar durant el període medieval i encara es va utilitzar per indicar les Cíclades tant en el seu ús col·loquial com en la literatura erudita en llengua grega fins al segle xviii.

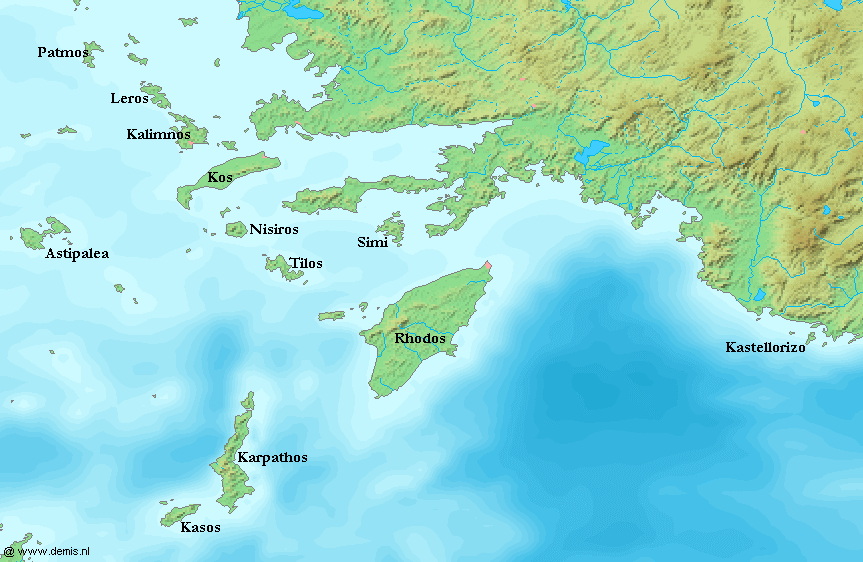
Dodecanès

## Història

### Prehistòria i període arcaic
El Dodecanès ha estat habitat des de temps prehistòrics. Al període neopalacial de Creta, les illes van rebre molta influència de la civilització minoica (el contacte comença al minoic mitjà). Després de la caiguda dels minoics, les illes van ser governades pels aqueus cap al 1400 aC, fins a l'arribada dels doris sobre el 1100 aC. És al període dori quan comencen a prosperar com una entitat independent, desenvolupant-hi una pròspera economia i cultura a través dels segles següents. A principis de l'època arcaica, Rodes i Cos van ser les principals illes del grup, i al segle vi aC els doris van fundar les tres principals ciutats de Rodes (Lindos, Camiros i Ialisos). Juntament amb l'illa de Cos i les ciutats de Cnidos i Halicarnàs al continent d'Àsia Menor, i hi van formar l'hexàpolis dòrica.

### Època clàssica
Aquest desenvolupament es va interrompre sobre l'any 499 aC per les guerres mèdiques, durant les quals els perses van ocupar les illes durant un breu període. Després de la derrota dels perses pels atenesos l'any 478 aC, les ciutats es van unir a la lliga de Delos. Quan va esclatar la guerra del Peloponès el 431 aC, es van mantenir neutrals durant molt de temps, tot i que encara eren membres de la lliga.
A l'època en què va acabar la guerra del Peloponès, el 404 aC, el Dodecanès va estar molt distant dels grans conflictes egeus i començà un període de relativa calma i prosperitat. L'any 408 aC les tres ciutats de Rodes s'havien unit per formar un estat i van construir una nova capital a l'extrem nord de l'illa, també anomenada Rodes. Aquesta Rodes unida va dominar la regió durant el següent mil·lenni. D'altres illes del Dodecanès també es van desenvolupar com a centres econòmics i culturals; Cos era el lloc de l'escola de medicina fundada per Hipòcrates.
No obstant això, la guerra del Peloponès havia afeblit tant Grècia que va haver de viure diverses invasions. El 357 aC les illes Mausol d'Halicarnàs va conquerir les illes, i el 340 aC la van ocupar els perses. Però aquest segon període va ser gairebé tan curt com el primer, i les illes van formar part del creixent imperi macedoni quan Alexandre el Gran va escombrar i derrotar els perses el 332 aC.
Després de la mort d'Alexandre, les illes, i també Rodes, es van repartir entre molts generals. Les illes van constituir una forta lliga comercial amb els Ptolemeus d'Egipte, i junts van formar l'aliança rodo-egípcia que controlava el comerç a través de l'Egeu durant el segle iii aC. Liderades per Rodes, les illes es van convertir en centres marítims, comercials i culturals: monedes de Rodes circulaven per tota la Mediterrània, i les escoles de filosofia, literatura i retòrica eren famoses. El Colós de Rodes, construït el 304 aC, potser n'és el millor símbol de la riquesa i poder.
L'any 164 aC Rodes va signar un tractat amb Roma, i les illes van mantenir la seva autonomia. Rodes ràpidament es va convertir en el principal centre escolar per a les famílies nobles romanes, i les illes, sobretot Rodes, eren importants aliades de Roma, i van gaudir de nombrosos privilegis i generalment de relacions amistoses. Aquestes aliances es van perdre l'any 42 aC, en el desordre posterior a l'assassinat de Juli Cèsar el 44 aC, després del qual Gai Cassi Longí va envai i saquejar les illes, i van començar a formar part de l'Imperi Romà. L'emperador Titus va determinar que Rodes fos capital de la Provincia Insularum, i finalment les illes van ser unides a Creta com a part de la 18a província de l'Imperi Romà.
El segle i, Pau de Tars va visitar les illes dues vegades, i l'evangelista Joan les va visitar en nombroses ocasions. Ells van aconseguir de convertir les illes al cristianisme. Joan, finalment va viure-hi quan va ser exiliat a Patmos, on va escriure el seu famós Apocalipsi.

### Edat mitjana
Quan l'Imperi Romà es va dividir l'any 395 aC, en l'Imperi Romà d'Occident i l'Imperi Romà d'Orient, les illes van formar part del d'Orient, que més endavant es va convertir en l'Imperi Romà d'Orient. En van formar part durant gairebé mil anys, encara que els períodes van ser interromputs per nombroses invasions. Durant aquest període van començar a ressorgir com a entitat independent, i el concepte i la paraula Dodecanès data del segle viii. Moltes proves del període romà d'Orient queden actualment a les illes; la majoria de les esglésies en són un exemple.
El segle xiii, en la Quarta Croada, els italians van començar a envair parts del Dodecanès, que estaven sota el poder nominal de l'Imperi de Nicea. Els venecians (Querini, Cornaro) i les famílies genoveses (Vignoli) cadascuna va tenir algunes illes durant breus períodes, mentre que els monjos basilians governaren Patmos i Leros. Finalment, al segle xiv, l'era romana d'Orient es va acabar quan els Cavallers Hospitalaris (cavallers de Sant Joan) hi van arribar. Rodes va ser conquerida l'any 1309, i la resta de les illes van caure gradualment durant les següents dècades. Els cavallers van fer de Rodes el seu baluard, tot transformant-ne la seva capital en una enorme ciutat medieval dominada per fortaleses, i van construir fortaleses i ciutadelles disperses a la resta de les illes.
Aquestes enormes fortificacions van demostrar ser prou eficients com per defensar-se de les invasions del Soldà d'Egipte Adh-Dhàhir Jàqmaq el 1444 i de Mehmet II el 1480. Finalment, tanmateix, la ciutadella de Rodes va caure sota l'exèrcit de Solimà I el Magnífic el 1522, i les altres illes van ser envaïdes el mateix any. Els pocs cavallers que hi quedaven van fugir a Malta.

### Domini otomà
Començà un període de segles de sota l'Imperi Otomà. El Dodecanès formava part de la Wilaya de les illes. A la població li va ser permès de conservar diversos privilegis sota la condició que es mantingués sota govern otomà. Per l'edicte de Solimà, pagava un impost especial a canvi d'un estatus autònom que prohibia als generals otomans ficar-se en els seus afers civils o maltractar-ne la població. Aquestes garanties, combinat amb una ubicació estratègica en l'encreuament de navegació mediterrània, van permetre que les illes prosperessin. Tot i que les simpaties de la predominant població grega (només Rodes i Cos tenien comunitats turques) s'inclinaven fortament cap a Grècia, els illencs no es van unir a la Guerra d'independència de Grècia, continuant amb una semi-autonomia que la convertien en un arxipèlag de comerciants grecs dins de l'Imperi Otomà. El segle xix va resultar ser un dels més pròspers per a les illes, i diverses mansions daten d'aquesta època.

### Domini italià
Les illes finalment van declarar la seva independència de l'Imperi Otomà l'any 1912, proclamant un estat independent amb el nom de federació de les illes de Dodecanès. Aquest estat acabat de néixer va ser suprimit gairebé immediatament per la invasió del Regne d'Itàlia, que desitjava les illes, i particularment Rodes, per controlar la comunicació entre Turquia i Líbia. Els italians van ocupar tot el Dodecanès tret de Kastelorizo, que va ser presa més endavant per França. Després del final de la guerra, segons el primer tractat de Lausanne, Itàlia va mantenir l'ocupació de les illes, com a garantia per a l'execució del tractat. Després de la declaració de la guerra d'Itàlia contra l'Imperi Otomà (el 21 d'agost del 1915), l'ocupació de les illes començà de nou. Durant la Primera Guerra Mundial, en què Itàlia lluitava del costat de França i el Regne Unit, les illes es van convertir en una base naval britànica i francesa important, emprada en nombroses campanyes, la més famosa la Batalla de Gal·lípoli (intent d'ocupació dels Dardanels). Durant la guerra algunes de les illes més petites les van ocupar els francesos i els britànics, però els italians van seguir a Rodes. Després de la guerra, l'acord Tittoni-Venizelos, signat el 29 de juliol del 1919, va preveure que les illes més petites s'unissin a Grècia, i Itàlia continuaria a Rodes. Itàlia a canvi havia de tenir el sud-oest d'Anatòlia amb Antalya. La derrota grega a la Guerra Greco-Turca i la fundació de la Turquia moderna van fer impossible aquesta solució. Amb el Tractat de Lausanne el Dodecanès va quedar annexionat formalment al Regne d'Itàlia, com a Possessions Italianes de l'Egeu. Benito Mussolini va emprendre un programa d'italianització, esperant fer de Rodes un centre modern del transport que serviria com a punt focal per a l'extensió de la cultura italiana a través de Llevant. Les illes eren de forma aclaparadora grec-parlants, només amb una petita minoria de turc-parlants (~10.000) i una altra minoria més petita jueva de ladino-parlants. Tot i això, el programa feixista tenia alguns efectes positius en les seve temptatives de modernitzar les illes, i va donar com a resultat la desaparició de la malària, la construcció d'hospitals, d'aqüeductes, d'una central elèctrica per proveir la capital de Rodes d'il·luminació elèctrica i de l'establiment del Cadastre del Dodecanès. El castell principal dels Cavallers Hospitalaris també va ser reconstruït. Tanmateix, l'estil arquitectònic feixista (dominat pel ciment) va afectar perceptiblement el paisatge illenc. Durant la Segona Guerra Mundial, Itàlia, unida a l'Eix, va utilitzar el Dodecanès com a base naval per efectuar la seva invasió de Creta l'any 1940. Després de la rendició d'Itàlia el setembre del 1943, les illes es van convertir breument en un camp de batalla entre els alemanys i les forces italianes i aliades. Els alemanys van guanyar, i tot i que van ser expulsats de les illes i de Grècia el 1944, el Dodecanès va seguir ocupat fins al final de la guerra el 1945. Durant aquest temps tota la població jueva gairebé va ser deportada i assassinada.
Uns milers de turcs van subsistir sota domini italià conservant la seva llengua i religió (no menys de deu mil). Després de la Segona Guerra Mundial van emigrar en gran part a Turquia i el 1974 només en quedaven quatre mil i degut a l'emigració fora de les illes la comunitat ha anat desapareixent progressivament. El nom turc del Dodecanès és On İki Ada, és a dir 'les Dotze Illes'.